# الله‌یار خان آصف‌الدوله
الله‌یار خان قاجار دَوَلّو ملقب به آصف‌الدوله صدر اعظم ایران در دوران پادشاهی فتحعلی شاه قاجار طی سال‌های ۱۲۴۰ ه.ق تا ۱۲۴۳ ه.ق بود. او داماد فتحعلی‌شاه و دایی محمدشاه بود. از مهم‌ترین وقایع در روابط خارجی ایران در زمان صدارت آصف‌الدوله، وقوع جنگ‌های دوم ایران و روسیه، انعقاد عهدنامه ترکمانچای و جدایی بخش‌هایی از سرزمین ایران در پی انعقاد این عهدنامه بود.
به گفته فریدون آدمیت، «آصف الدوله در حکومت خود ستمگر و طماع بودو در میان مردم بدنام. در جهت سیاسی به انگلستان ارادت می‌ورزید و از کارگزاران آنان به شمار می‌رفت.» بی‌تدبیری و شکست‌های او در جنگ با روسیه مشهور است. فرزند او محمدحسن خان سالار در دورهٔ محمدشاه و ناصرالدین شاه بر ضد دولت مرکزی طغیان کرد.

## الله‌یارخان و جنگهای ایران و روس
فریدون آدمیت در کتاب امیرکبیر و ایران می‌نویسد: «هنگام جنگ ایران و روس (۱۲۴۳ هجری قمری)، با همان مقام صدارت به اردوی عباس میرزا رفت. از میدان کارزار بگریخت و از عوامل عمده شکست لشکر ایران گردید. به خیانت محکوم شد، از صدارت برافتاد و به فرمان شاه چوب مفصلی خورد.»

## پس از مرگ فتحعلیشاه
به گفته فریدون آدمیت، «اللهیار خان پس از عزل از صدارت پیوسته در پی صدارت می‌گشت، خاصه چون محمدشاه به سلطنت رسید، امیدواری زیادی داشت که آن مقام را به آسانی به دست خواهد آورد. چون قائم مقام کار صدارت را از پیش برد، او را به حکومت خراسان فرستاد. پس از کشته شدن او، میدان وزارت را خالی پنداشت و خودسرانه به دربار آمد. کامیاب نشد و به خراسان بازگشت. چند سال بعد حکومت را به پسرش، سالار سپرد و با کسب اجازه به حج رفت. اما باز نیامد و در بغداد اقامت گزید، و همواره در اندیشه صدارت بود-اندیشه‌ای که با خود به گور برد.»

## عهدنامهٔ ترکمانچای
عهدنامهٔ ترکمانچای عهدنامه‌ای است که در ۱ اسفند ۱۲۰۶ (۲۱ فوریه ۱۸۲۸) در پی جنگ‌های ایران و روسیه در دورهٔ قاجار و شکست ایران بین این دو کشور امضا شد. برای امضای این پیمان از سوی فتحعلی شاه پادشاه ایران میرزا ابوالحسن خان شیرازی و آصف‌الدوله و از سوی روسیه تزاری ایوان پاسکویچ حضور داشتند.